# Blixt och dunder (roman)
Blixt och dunder är en roman av P.G. Wodehouse, utgiven i USA 1929 med titeln Fish Preferred och i England samma år med titeln Summer Lightning. Det är den tredje romanen i sviten om slottet Blandings. Den amerikanska utgåvan publicerades ett par veckor före den engelska, men innan dess hade historien gått som följetong i båda länder, i Collier's respektive Pall Mall Magazine, under den engelska titeln Summer Lightning. Romanen översattes till svenska av Vilgot Hammarling och utgavs på Albert Bonniers förlag 1935.
Romanen blev film i England 1933 med ett manus av Miles Malleson som var relativt troget förlagan. Hasse Ekmans manus till den svenska filmen Blixt och dunder från 1938 avvek däremot kraftigt från originalet.
En scenversion av Giles Havergal uruppfördes 1992 på Citizens Theatre i Glasgow.